# Universiti Malaysia Kelantan
Universiti Malaysia Kelantan (UMK) – malezyjska uczelnia publiczna z kampusami w Bachok, Jeli i Pengkalan Chepa (stan Kelantan). Została założona w 2007 roku.